# Oncholaimus campbelli
Oncholaimus campbelli är en rundmaskart som beskrevs av Allgen 1929. Oncholaimus campbelli ingår i släktet Oncholaimus och familjen Oncholaimidae. Inga underarter finns listade i Catalogue of Life.